# German-Syndrom
Das German-Syndrom ist eine sehr seltene angeborene Krankheit mit einer Kombination von Muskelhypotonie, Bewegungsarmut (Hypokinese), Arthrogrypose, Flüssigkeitsansammlungen im Zwischenzellraum (Lymphödem) und charakteristische Gesichtsauffälligkeiten (Gesichtsdysmorphie).
Synonyme sind: Hypotonie-Arthrogrypose-Gesichtsdysmorphie-Lymphödem-Syndrom; Hypokinesie-Sequenz mit Lymphödem
Die Erstbeschreibung stammt aus dem Jahre 1975 durch die US-amerikanischen Ärzte James German und Mitarbeiter.
Die Erkrankung ist nicht zu verwechseln mit der Trimethadion-Embryopathie, gleichfalls von James German und Mitarbeitern beschrieben und in der englischen Wikipedia auch auf „German syndrome“ verlinkt.

## Verbreitung
Die Häufigkeit wird mit unter 1 zu 1.000.000 angegeben, bislang wurde nur über 5 Betroffene berichtet, zumeist bei Aschkenasim. Die Vererbung erfolgt autosomal-rezessiv.

## Ursache
Die Ursache ist bislang nicht bekannt.

## Klinische Erscheinungen
Klinische Kriterien sind:
- fetale Akinese
- Lymphödem: mangelnde Resorption gegen Ende der Schwangerschaft
- Intrauterine Wachstumsretardierung, nach der Geburt Minderwuchs
- Muskuloskeletal: Beugekontrakturen an Knie und Ellenbogen, eventuell mit Pterygium; Subluxation der Hüftgelenke, Kamptodaktylie, Fußfehlstellungen, Trichterbrust, allgemeine Muskelhypotonie
- Lymphödem an Hand- und Fußrücken sowie suprapubisch
- Gesichtsauffälligkeiten: Dolichozephalie, hohe prominente Stirn, schmale Schläfenregion; weiter Augenabstand, Mikrogenie, Karpfenmund mit langer Unterlippe, hoher Gaumen oder Gaumenspalte, schmale Zunge, tief ansetzende Ohrmuscheln
- auffällige Dermatoglyphen
- schwaches monotones schrilles Schreien an Cri-du-chat erinnernd; Schluckstörung, Gedeihstörung, häufige Atemwegsinfekte
- Geistige Behinderung, Entwicklungsretardierung
- hohes Erkrankungs- und Sterberisiko postnatal.

## Diagnose
Die Verdachtsdiagnose ergibt sich aus der Kombination klinischer Befunde.